# Epipactis albensis
Espèce
Statut de conservation UICN

 LC  : Préoccupation mineure
Epipactis albensis est une espèce d'orchidées du genre Epipactis présente en Europe centrale.